# 마르크 베커
마르크 베커(네덜란드어: Marc Baecke; 1956년 7월 24일, 오스트-플란데런 주 신트-니클라스 ~ 2017년 1월 21일, 오스트-플란데런 주 베베런)는 벨기에의 전 축구 선수로, 현역 시절 좌측 수비수를 맡았다.

## 클럽 경력
현역 시절, 그는 베베런에서 활약했는데, 그동안 그는 2번의 리그 우승, 2번의 벨기에컵 우승을 했고, 이후 코르트레이크에서 2년을 더 활약하다가 은퇴했다.

## 국가대표팀 경력
그는 벨기에 국가대표팀 경기에 15번 출전했고, 1982년 월드컵과 유로 1984에 참가했다.

## 사생활
그는 폐쇄성 혈전혈관염을 앓는 것으로 밝혀졌고, 2013년 12월에 큰 부상을 당해 왼쪽 다리를 절단했다.

### 최후
베커는 2017년 1월에 오랜 투병 끝에 영면에 들었다.